# Maltodextrin
Maltodextrin är rena kolhydrater skapade av stärkelse som brutits ner i mindre beståndsdelar, vanligtvis med syra och/eller enzymer. Maltodextrin är ett samlingsnamn för polymerer av glukosenheter och är en mycket lätt, vit, kristalliknande och smaklös substans.
Maltodextrin används främst som fyllnadsmedel i sötningsmedel. Många sportdrycker på marknaden är baserade på maltodextrin eftersom det tas upp snabbt i kroppen.